# Guadalupe, Huila
Guadalupe är en ort i Colombia.   Den ligger i departementet Huila, i den centrala delen av landet, 300 km sydväst om huvudstaden Bogotá. Guadalupe ligger 889 meter över havet och antalet invånare är 4 760.
Terrängen runt Guadalupe är kuperad åt nordväst, men åt sydost är den bergig. Guadalupe ligger nere i en dal. Runt Guadalupe är det ganska glesbefolkat, med 35 invånare per kvadratkilometer. Guadalupe är det största samhället i trakten. Omgivningarna runt Guadalupe är huvudsakligen savann.